# Стен Лорел
Стен Лорел (англ. Stan Laurel; наст. Ім'я Артур Стенлі Джефферсон, англ. Arthur Stanley Jefferson, 16 червня 1890, Алверстон, Фернес-Ланкашир, Велика Британія, — 23 лютого 1965, Санта-Моніка, США) — комедійний актор, сценарист і режисер, який став відомим завдяки комічному дуету Лорел і Харді, в якому він виступав більше 30 років.

## Біографія
Ранні роки
Батьки Стена, Артур і Маргарет Джефферсон, активно займалися театральною діяльністю і практично не приділяли часу синові. Більшу частину дитинства він провів в Бішоп-Окленді (графство Дарем), у своєї бабусі Сари Меткалф, оточений любов'ю і турботою. Він навчався в Бішоп-Оклендської школі Якова I, в тайнмутській королівської школі, і деякий час відвідував рутергленську академію. Батько Стена керував різними театрами — одним з яких був згодом знесений театр «Едем» в Бішоп-Окленді. Стена тягло до театру, і в 16 років він вперше з'явився на сцені театру «Британський паноптикум» в Глазго. У 1910 році він приєднався до трупи Фреда Карно, в яку також входив молодий Чарлі Чаплін (збереглася фотографія трупи, де артисти зображені разом). Деякий час Стен виступав як дублер Чапліна. Разом вони і залишилися в Америці, коли трупа Карно приїхала туди на гастролі. З 1916 по 1918 рік він виступав разом з Алісою і Болдуином Кук, з якими подружився на все життя, — і в цей період вперше зустрівся з Олівером Харді, знявшись разом з ним в короткометражному фільмі «Пес-талісман».
Тоді ж Стен зустрів Мей Дальберг, яка сильно вплинула на його життя. За її пропозицією він взяв псевдонім «Лорел». Пара виступала разом, коли Лорел запропонували знятися в кіно за 75 доларів в тиждень. Після виходу його першого фільму «Травневі горіхи» «Universal Pictures» запропонувала йому контракт, незабаром, однак, розірваний через реорганізацію студії.
У 1924 році Лорел покинув сцену і зайнявся тільки кіно, підписавши контракт з Джо Роком на 12 фільмів, — причому однією з умов контракту було неучасть Дальберг в цих фільмах, так як її темперамент міг перешкодити кар'єрі Лорела. У 1925 році, коли вона почала втручатися в роботу Лорела, Рок запропонував їй грошей і квиток в один кінець до Австралії, на що вона відповіла згодою. У 1926 році Стен одружився з Лоїс Нільсон.

## Лорел і Харді
Незабаром Лорел почав працювати на кіностудії «Hal Roach Studios» режисером і сценаристом, і в 1925 році на зйомках фільму «Так, так, Нанетт!» Знову зустрівся з Харді, що грав одну з ролей. Лорел не думав про повернення до акторської кар'єри, але в 1927 році з Харді стався нещасний випадок, і Лорел було запропоновано повернутися на знімальний майданчик у ролі актора. Тісна співпраця Лорела і Харді почалося зі зйомок у фільмах «Качиний суп» і «Слизькі дружини». Досить швидко вони здружилися і прекрасно доповнювали один одного в парі. Режисер студії «Hal Roach Studios» Лео Маккері зауважив великий інтерес аудиторії до спільних робіт Харді і Лорела і надалі став навмисне знімати їх разом, що в результаті до кінця того ж року призвело до появи дуету під назвою «Лорел і Харді».
За участю цього дуету вийшла величезна кількість фільмів, в тому числі «Битва століття», «Поспішають чи чоловіки додому?», «Двоє зганьбитися», «Будь більше!», «Дохідна справа» і багатьох інших. У 1929 році Лорел і Харді успішно перейшли в звукове кіно з фільмом «Такого ми не звикли». У тому ж році їх фільм став цвяхом кіноальманаху «Голлівудське ревю 1929 року», а в наступному році вийшов їх перший кольоровий фільм «Пісня шахрая». У 1931 році вони вперше з'явилися в повнометражному фільмі «Пробачте нас», хоча аж до 1935 року продовжували з'являтися і в короткометражках — одна з яких, «Музична скринька», отримала в 1932 році «Оскар» за найкращий короткометражний фільм.

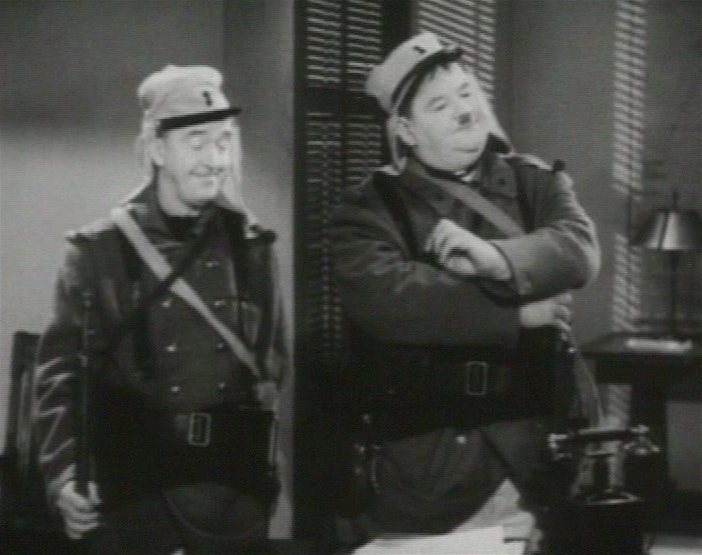
Лорел і Харді у фільмі «Літаюча парочка» (1939)

У 1928 році у Стена народилася дочка, яку назвали Лоїс в честь матері, а в 1930 році — син, Стен-молодший, який помер через 9 днів. Оговтавшись від потрясіння, Лорел ще сильніше прив'язався до дочки, і ця прихильність була взаємною. Навіть після розлучення з дружиною Стен намагався бачити дочку якомога частіше.
У 30-ті роки відносини Лорела і Хола Роуча стали напруженими, і в кінцевому підсумку контракт між ними було розірвано. Після цього Лорел був засуджений за водіння у п'яному вигляді, і потім подав позов до «Hal Roach Studios». Зрештою справа була припинена, і Лорел повернувся до Роучу.
Тим часом, в 1935 році Лорел розірвав шлюб з першою дружиною і одружився з Вірджинією Рут Роджерс. У 1937 році вони розлучилися, і в 1938 році Лорел одружився з Вірою Шувалової.
У 1939 році Лорел і Харді підписали контракт зі студією «20th Century Fox», згідно з яким протягом п'яти місяців знялися в 10 фільмах.
Після повернення на «Hal Roach Studios» у дуету вийшли фільми «Телепень з Оксфорда» і «Простаки в море», і в квітні 1940 року контракт Лорела зі студією був припинений остаточно.
У травні він розірвав шлюб з дружиною, і в січні 1941 року знову одружився з Вірджинією.
У роки війни фільми дуету стали більш стандартними, що викликало спад їх популярності, хоча «Великі гармати», «Рятуються від переслідування» і «Тореадори» отримали деякі схвальні відгуки. У цей час у Лорела виявили діабет, і в двох фільмах Харді на прохання Лорела знявся без нього. У 1946 році Лорел знову розлучився з Вірджинією і одружився з Ідою Китаєвою-Рафаель, з якої щасливо прожив до своєї смерті.
У 1950 році Лорел і Харді запросили до Франції для зйомок у спільній французько-італійській картині «Атолл К» (в американському прокаті — «Утопія»), але фільм провалився. Під час зйомок дует серйозно захворів, і після повернення додому довго відновлював сили. У 1952 році Лорел і Харді успішно гастролювали по Європі.
У наступному році вони повторили турне з тим же результатом — навіть незважаючи на те, що Лорел захворів і кілька тижнів не виступав. У травні 1954 року біля Харді стався інфаркт, і чергові гастролі були скасовані.
У 1955 році вони планували зробити телесеріал «Цікаві історії Лорел і Харді», засновані на розповідях для дітей, але це не вдалося — у Лорела стався інсульт. Після одужання вони почали підготовку до зйомок заново, але 15 вересня 1956 року Харді, в свою чергу, отримав обширний інсульт. Прикутий до ліжка, він кілька місяців не говорив і не рухався.

## Смерть Харді
7 серпня 1957 року Олівер Харді помер. Лорел, якому лікарі заборонили бути присутніми на похоронах, заявив з цього приводу наступне: «Малюк зрозуміє». Також Лорел вирішив завершити акторську кар'єру і перейти на твір гегів і скетчів для колег. За словами людей, які добре знали Лорела, смерть Харді повністю спустошила його, і він не оговтався від неї до кінця своїх днів.

## Подальше життя
Останні роки життя він жив у невеликому номері готелю «Океану» в Санта-Моніці. Завжди люб'язний з шанувальниками, він витрачав багато часу, відповідаючи на їхні листи. Його номер телефону був вказаний в телефонному довіднику, і його шанувальників дивувало те, що вони можуть набрати номер і поговорити з Лорел особисто. У 1960 році Лорел отримав почесний «Оскар» за видатний внесок у розвиток кіномистецтва, і в тому ж році вийшов фільм Джеррі Льюїса «Посильний», де в ролі Лорела знявся Білл Річмонд.

## Смерть

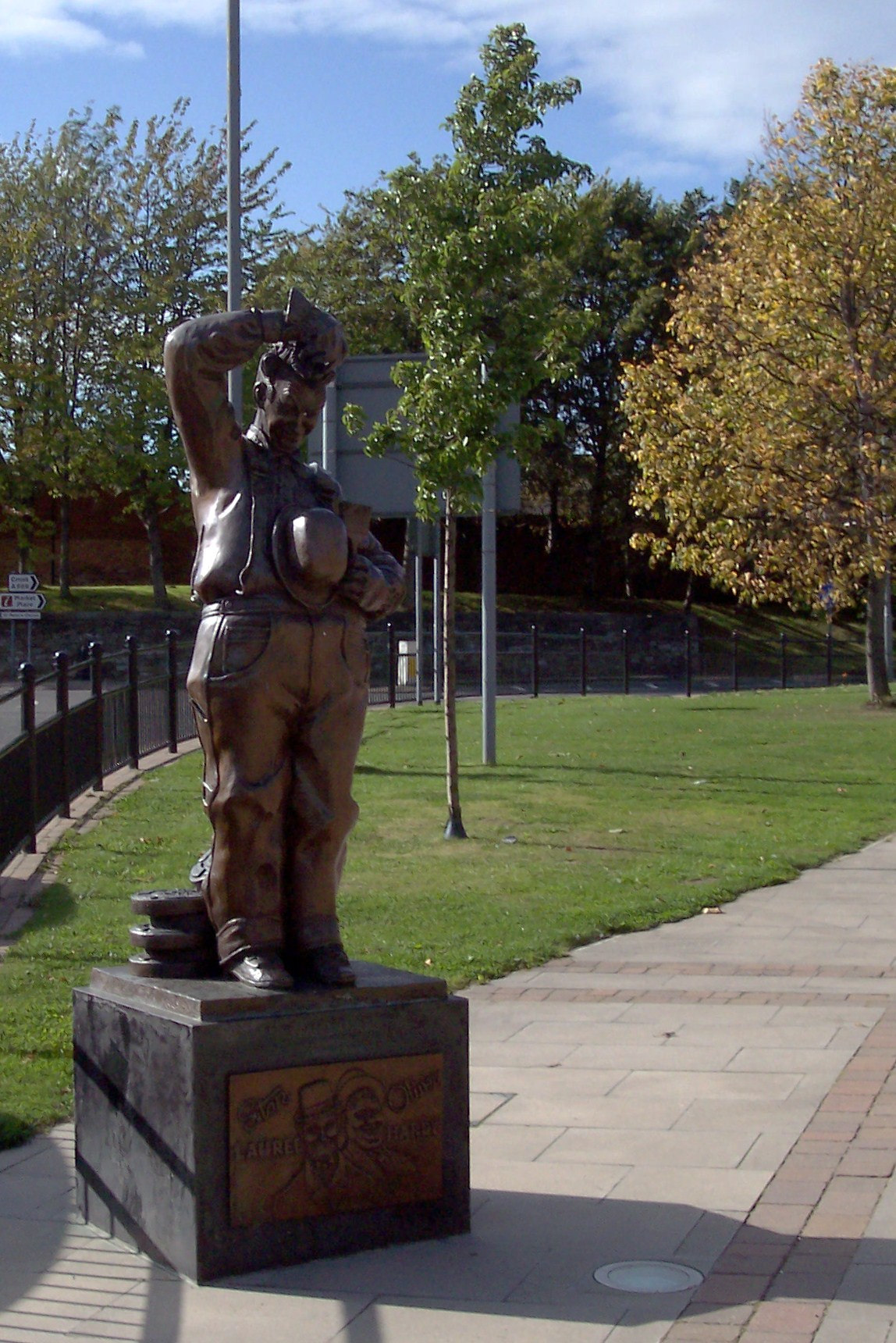
Пам'ятник Лорел в Бішоп-Окленді

Лорел був завзятим курцем, але ближче до 70 років кинув курити. Він помер 23 лютого 1965 років через кілька днів після того, що сталося інфаркту. За кілька хвилин до смерті Лорел сказав медсестрі: «Я був би не проти зараз покататися на лижах». Кілька спантеличено медсестра відповіла: «А я і не думала, що ви катаєтеся на лижах». «Та ні, — пояснив Лорел, — я краще зараз прокотився б на лижах, аби в мене не впивалися ці голки!» Через кілька хвилин медсестра заглянула до нього знову і виявила його мертвим.
Дік Ван Дайк, друг і протеже Лорела, в останні роки іноді колишній його імпресаріо, виступив на похоронах з промовою. Також виступив Бастер Кітон, зокрема, сказав: «Чаплін ні смішним. Чи не був смішним я. Смішним була ця людина».
Лорел сам придумав собі епітафію: «Якщо на моїх похоронах хтось був з витягнутим обличчям, я з ним більше розмовляти не буду». Він був похований на кладовищі Голлівуд-Хіллс.

## Пам'ять
- У 1989 році статуя Лорела була зведена в Нортшілдсе біля будинку № 8 по Докрей-сквер, де він жив в 1897-1902 роках.
- У 2006 році на телеканалі «Бі-Бі-Сі 4» був показаний фільм «Стен», заснований на останніх зустрічах Лорела і Харді і ремінісценціях з їх кар'єри.
- Зірка Лорела на Голлівудській алеї слави розташована біля будинку 7021 по Голлівудському бульвару.
- На честь Стена Лорел названий астероїд (2865) Лорел.
- У 2008 році пам'ятник Лорел було встановлено в Бішоп-Окленді, на тому місці, де раніше знаходився театр «Едем».
- У квітні 2009 року бронзова скульптура Лорела і Харді була встановлена в Алверстоне.
- На будинку, де жив Лорел, знаходиться меморіальна дошка.